# Begonia obliqua
Espèce
Synonymes
- Begonia disticha Klotzsch[2]
- Begonia grandiflora Jacq.[2]
- Begonia macrophylla Lam.[2] [1]
- Begonia odorata Willd.[2]
- Begonia purpurea Sw.[2]
- Begonia rotundifolia Griseb.[2]
- Begonia suaveolens Haw.[2]

Begonia obliqua L. est une espèce de plantes de la famille des Begoniaceae. Ce bégonia à port arbustif est originaire des Caraïbes. Plante assez commune sur ces îles, c'est l'espèce type utilisée par le père Charles Plumier pour décrire le genre Begonia.

## Répartition géographique
Cette espèce est originaire des Caraïbes, notamment de la Martinique, mais aussi des îles avoisinantes.
On la rencontre de préférence dans les zones montagneuses des forêts humides, mais elle est commune jusqu'au bord des routes.

## Description

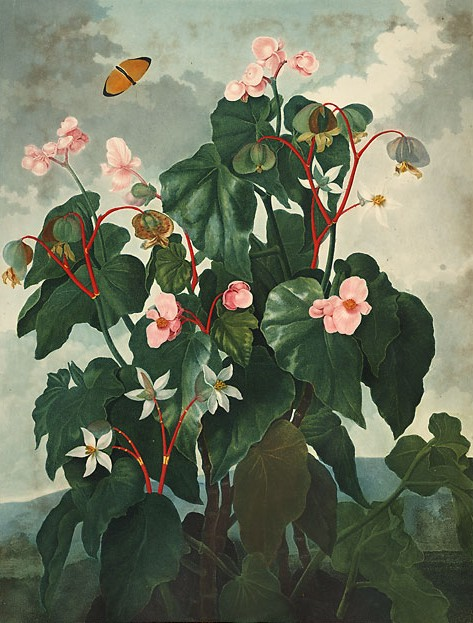
Illustration de 1799 par Robert John Thornton.
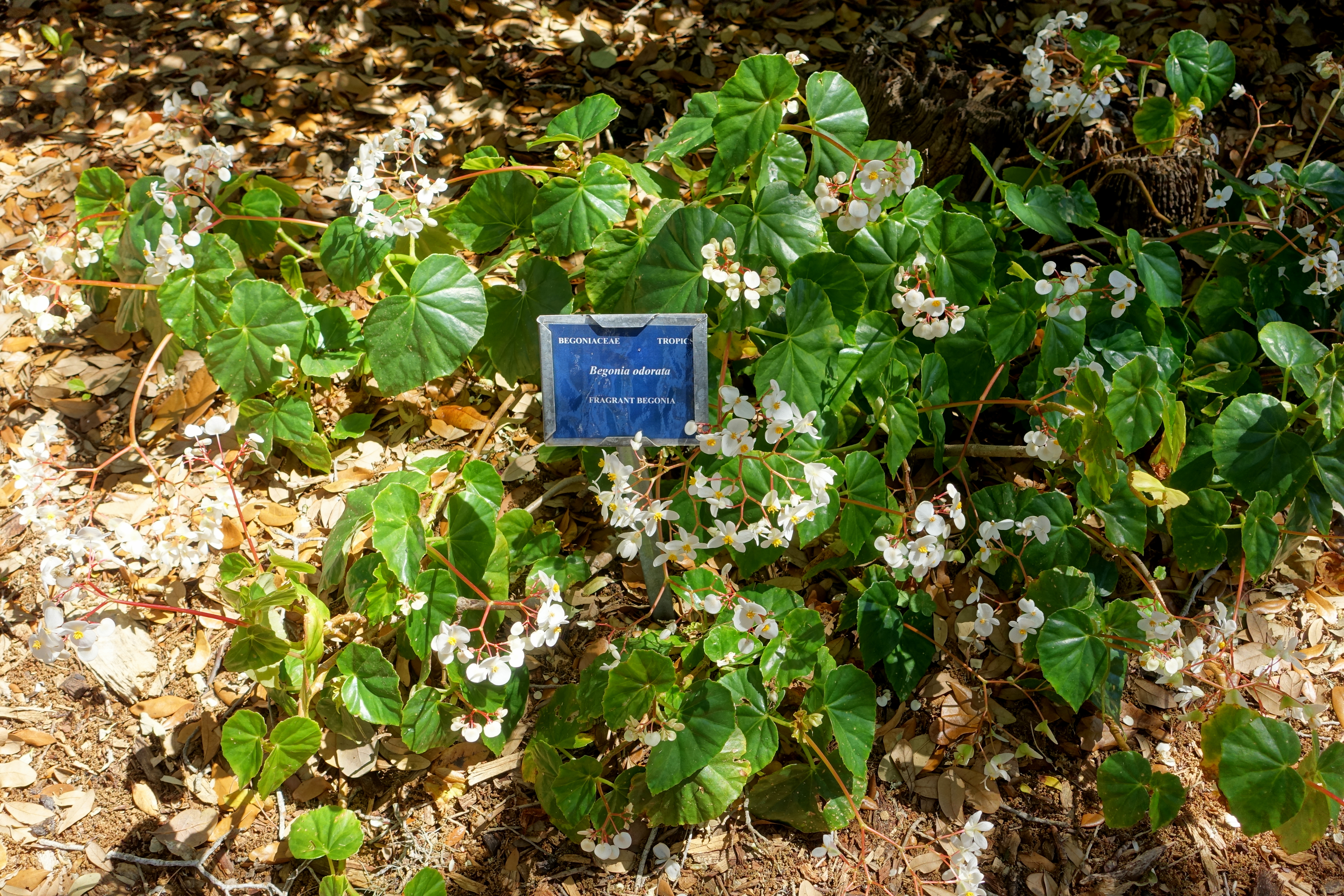
Aspect général de la plantule.
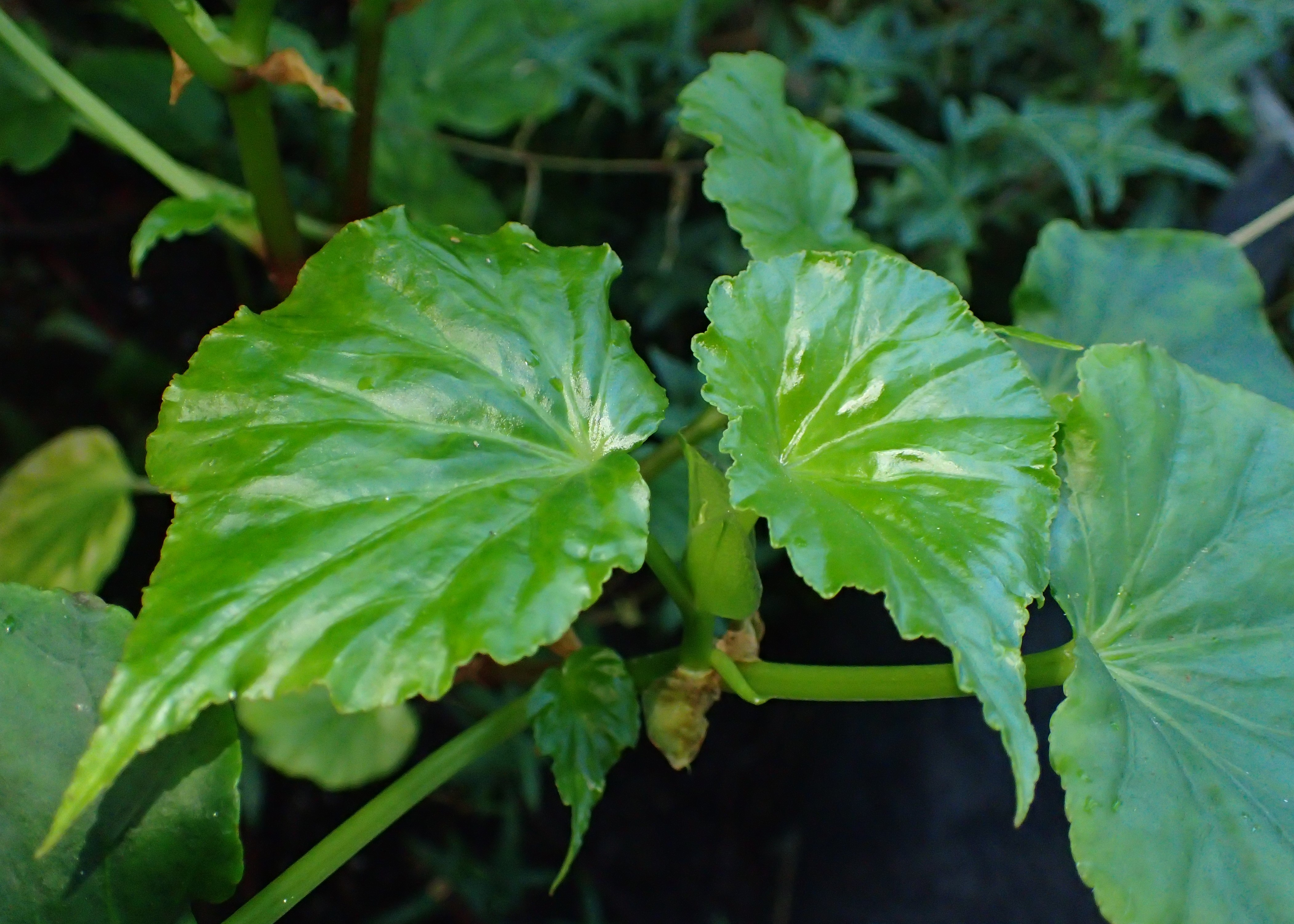
Feuillage.
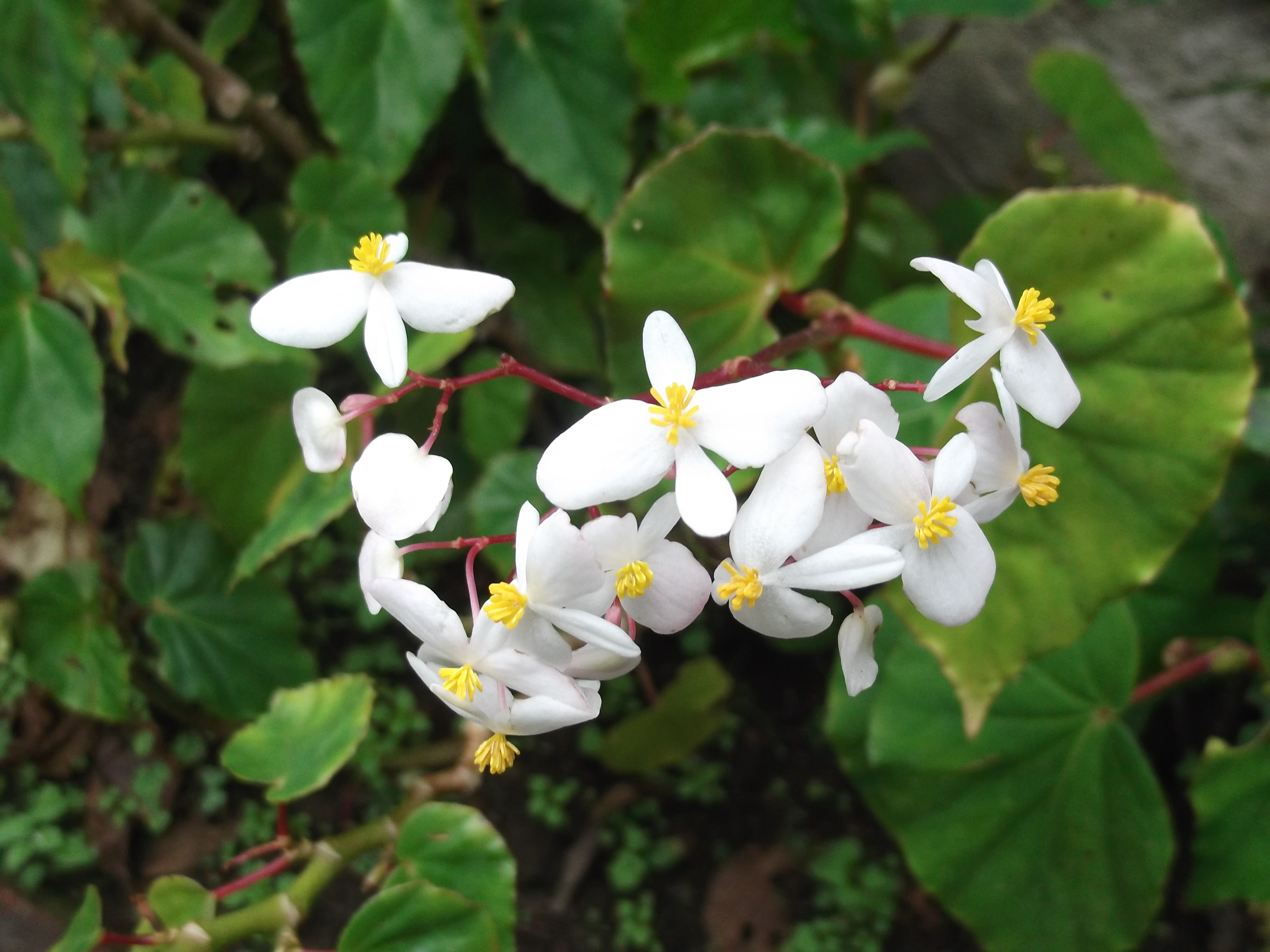
Inflorescence (fleurs mâles).
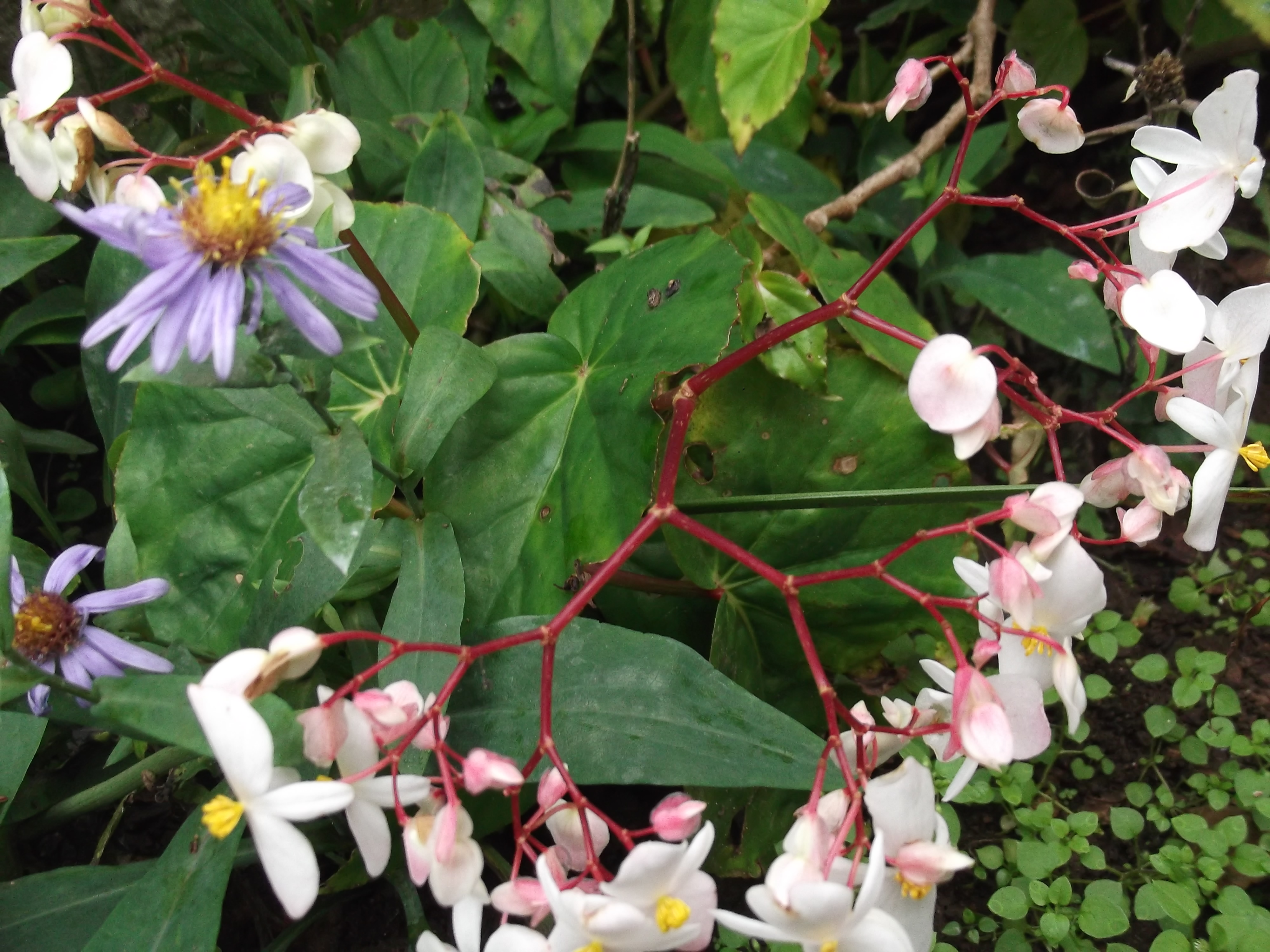
Inflorescence en boutons (fleurs mâles).

Begonia obliqua est un bégonia arbustif qui atteint un peu moins d'un mètre de haut. Les tiges sont vertes, tirant localement sur le rougeâtre et couvertes de poils blancs quand elles sont jeunes, de même que le pétiole des feuilles qui peut faire de 3 à 12 cm. Celles-ci sont asymétriques, plutôt ovales ou elliptiques, et d'un vert foncé sur le dessus, plus claires au-dessous ou tirant sur le pourpre, sans poils, sauf sur les nervures du revers.
L'inflorescence parfumée est constituée de nombreuses fleurs, mâles ou femelles, de couleur rosée ou tirant sur le rouge, qui s'épanouissent au bout d'une longue tige ramifiée.
Cette espèce ressemble beaucoup à Begonia minor, de la même section, mais originaire de la Jamaïque et qui se distingue notamment par l'absence de pilosité sur les tiges et pétioles.

## Classification
En classification phylogénétique APG IV (2016), comme en classification phylogénétique APG III (2009), Begonia obliqua fait partie de la section Begonia du genre éponyme, assigné à la famille des Begoniaceae, dans l'ordre des Cucurbitales.
L'espèce a été décrite en 1753 par le naturaliste suédois Carl von Linné (1707-1778). L'épithète spécifique, obliqua, signifie oblique.
C'est l'espèce type utilisée dès 1690 par le père Charles Plumier (1646-1704) pour décrire le genre Begonia, puis en 1753 dans le système de classification classique initié par le naturaliste suédois Carl von Linné (1707-1778).
La variabilité des organes reproducteurs avait conduit par le passé les auteurs à distinguer plusieurs autres espèces.

### Liste des variétés
Selon Tropicos (29 octobre 2016) (Attention liste brute contenant possiblement des synonymes) :
- variété Begonia obliqua var. beta L. ;
- variété Begonia obliqua var. delta L. ;
- variété Begonia obliqua var. epsilon L. ;
- variété Begonia obliqua var. gamma L. ;
- variété Begonia obliqua var. zeta L.

## Utilisation
C'est une plante plutôt facile à cultiver. Il existe peu d'hybrides, sauf notamment avec Begonia maculata pour obtenir un cultivar aux fleurs parfumées et à l'abondante floraison rose perpétuelle, B. 'Tea Rose'.